# کووسکی-شویگونگه
کووسکی-شویگونگه (به لهستانی:  Kłoski-Świgonie) یک روستا در لهستان است که در گمینا کوبلین-بوژمه واقع شده‌است.